# کشتی سان‌فرانسیسکو

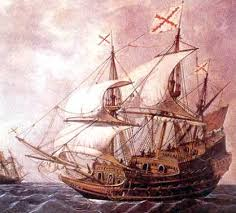
سان فرانسیسکو گالئون (۱۵۸۶)

کشتی سان فرانسیسکو (به اسپانیایی: San Francisco) یک کشتی بادبانی گالئون در عصر کاوش متعلق به کشور اسپانیا بود. این کشتی نقره، سفال و سرامیک و دیگر اجناس تجاری را در اقیانوس آرام حمل می‌کرد.
در سپتامبر ۱۶۰۹ فرماندار کل فیلیپین، رودریگو د ویورو در پایان خدمت خود در این کشور به همراه ۳۷۳ سرنشین دیگر در کشتی به قصد رسیدن به مکزیک فیلیپین را ترک کردند. در همان ماه در نزدیکی سواحل استان چیبا در ژاپن کشتی دچار طوفان شده و غرق شد در نتیجه ۵۶ نفر از سرنشینان کشتی غرق شدند اما ۳۱۷ نفر توانستند خود را به ساحل برسانند. مردم با دادن غذا و لباس به کمک نجات یافتگان شتافتند و در نهایت رودریگو د ویورو پس از چند ماه اقامت در ژاپن و دیدار با مقامات ژاپنی با کشتی تازه ساخته شده توسط ویلیام آدامز (دریانورد) بنام سان بوئنا ونتورا به همراه ۲۳ ژاپنی به مکزیک برگشت.